# 周平 (1970年)
周平（1970年1月—），男，佤族，云南耿马人，中华人民共和国政治人物，中共党员。本科学历。
参加工作后曾在临沧行署、临沧市政府、孟定片区开发建设管理委员会等地任职。2014年8月任沧源县委副书记、县政府党组书记，2014年9月任沧源县委副书记和代县长。现任云南省临沧市沧源佤族自治县县长。

## 资料来源
1. ↑  . 人民网. 地方领导资料库. 2017-12-08. （原始内容存档于2016-07-30）.
2. ↑  赵明生; 常数; 杨宝康. . 民族教育信息化教育部重点实验室. 佤族大辞典. 2013-01-02  [2018-05-06]. （原始内容存档于2018-05-07）.

| 前任： 徐向东 | 沧源佤族自治县 人民政府县长 2015年－ | 繼任： （现任） |